# Coupure
Coupure är en kanal i Belgien.   Den ligger i provinsen Östflandern och regionen Flandern, i den nordvästra delen av landet, 50 km nordväst om huvudstaden Bryssel.
Runt Coupure är det i huvudsak tätbebyggt. Runt Coupure är det mycket tätbefolkat, med 1 221 invånare per kvadratkilometer.